# Lionel Richie (album)
Albums de Lionel Richie
Can't Slow Down
(1983)
Singles
1. Truly (en)
Sortie : septembre 1982
2. You Are (en)
Sortie : décembre 1982
3. My Love (en)
Sortie : mars 1983

Lionel Richie est le premier album studio solo de Lionel Richie, sorti le 6 octobre 1982 sous le label Motown. 
Prévu à l'origine comme un projet parallèle à la suggestion de Motown, l'album est enregistré et publié alors que Lionel Richie était encore membre des Commodores ; il a quitté le groupe peu de temps après la sortie de l'album. Le premier single de l'album, Truly (en), a atteint la première position dans les charts américains. Le second single, You Are (en), s'est classé à la 4e position et le troisième single My Love (en), à la 5e position.
L'album a été remasterisé en 2003 avec deux titres additionnels, une version solo de Endless Love et la version instrumentale de You Are.

## Liste des titres
Vinyle – Disques Vogue (542029,  France)
| A1. | Serves You Right   | Lionel Richie, Greg Phillinganes, John McClain | 5:08 |
| A2. | Wandering Stranger | Lionel Richie                                  | 5:36 |
| A3. | Tell Me            | Lionel Richie, David Cochrane                  | 5:28 |
| A4. | My Love (en)       | Lionel Richie                                  | 4:05 |

| B1. | Round and Round                  | Lionel Richie, David Cochrane       | 4:48 |
| B2. | Truly (en)                       | Lionel Richie, David Cochrane       | 3:19 |
| B3. | You Are (en)                     | Lionel Richie, Brenda Harvey Richie | 4:49 |
| B4. | You Mean More to Me              | Lionel Richie                       | 3:01 |
| B5. | Just Put Some Love in Your Heart | Lionel Richie                       | 1:21 |

| 10. | Endless Love | Lionel Richie                       | 3:58 |
| 11. | You Are      | Lionel Richie, Brenda Harvey Richie | 5:06 |

## Musiciens
- Lionel Richie : chant
- Greg Philinganes : Minimoog, Jupiter-8, Rhodes (A1)
- Nathan LaMar Watts : basse (A1)
- Leonard Castro : percussions (A1)
- Paul Jackson, Jr.: guitare électrique (A1, A2, B2)
- Fred Tackett : guitare acoustique (A2)
- Ndugu Chancler : batterie (A2, A4)
- Clarence McDonald : rhodes (A2)
- Joe Walsh : guitare solo (A2)
- Paulinho Da Costa : percussions (A2, B1, B3)
- Michael Lang : piano (A2, B5), rhodes (B5)
- Deborah Thomas : chœurs (A2, A3, B1, B3)
- Gayle LeVant : harpe (A2, A4, B1 à B5)
- Howard Kenney : chœurs (B1, B3)
- Richard Marx : chœurs (A1, A2, B3, B4)
- Jimmy Connors : chœurs (A3)
- Paul Leim : batterie (A3)
- Richie Zito : guitare solo (A3)
- Louise Di Tullio : flûte traversière (A3, B2, B5)
- James Anthony Carmichael : arrangement des cordes (A3), célesta (B4)
- David Cochrane : chœurs (A3, B3), Prophet 5 (A3), guitare électrique (A3, B3), piano (B1), basse (B1), basse synthétiseur (B3), saxophone solo (B1)
- Darrell Jones : guitare électrique (A4, B1, B3, B4)
- Kin Vassy, Terry Williams : chœurs (A4)
- Nathan East : basse (A4)
- Don Ashworth, Gene Cipriano, Larry Williams : instruments à vents (A4, B4)
- Michael Boddicker : vocodeur (B1, B3)
- Ernie Watts : saxophone (B1, B3)
- William Green : saxophone (B1, B3)
- John Robinson : batterie (B1, B3)
- Tim May : guitare acoustique (B2)
- William Payne : Rhodes (B2)
- Joe Chemay : basse (B2, B4)
- Paul Leim : batterie (B2, B4)

## Dans la culture populaire
Dans l'épisode Celui qui avait pris un coup sur la tête de la série Friends, Chandler Bing tient l'album Lionel Richie entre ses mains chantant Endless Love.

## Classements et certifications
| Classement (1982–83)          | Meilleure position |
| ----------------------------- | ------------------ |
| Australie (Kent Music Report) | 18                 |
| États-Unis (Billboard 200)    | 3                  |
| États-Unis (Top Black Albums) | 1                  |
| Nouvelle-Zélande (RIANZ)      | 3                  |
| Pays-Bas (Mega Album Top 100) | 21                 |
| Royaume-Uni (UK Albums Chart) | 9                  |
| Suède (Sverigetopplistan)     | 41                 |

| Classement (1983)             | Position |
| ----------------------------- | -------- |
| États-Unis (Billboard 200)    | 6        |
| États-Unis (Top Black Albums) | 3        |
| Nouvelle-Zélande (RMNZ)       | 9        |
| Pays-Bas (Album Top 100)      | 59       |

### Singles
| Année | Pays        | Single  | Chart                         | Position | Réf    |
| ----- | ----------- | ------- | ----------------------------- | -------- | ------ |
| 1982  | États-Unis  | Truly   | Hot Adult Contemporary Tracks | 1        | [ 2 ]  |
| 1982  | États-Unis  | Truly   | Hot R&B Singles               | 2        | [ 2 ]  |
| 1982  | États-Unis  | Truly   | Billboard Hot 100             | 1        | [ 2 ]  |
| 1982  | Royaume-Uni | Truly   | UK Singles Chart              | 6        | [ 14 ] |
| 1983  | Royaume-Uni | My Love | UK Singles Chart              | 70       | [ 15 ] |
| 1983  | États-Unis  | My Love | Hot Adult Contemporary Tracks | 1        | [ 2 ]  |
| 1983  | États-Unis  | My Love | Hot R&B Singles               | 6        | [ 2 ]  |
| 1983  | États-Unis  | My Love | Billboard Hot 100             | 5        | [ 2 ]  |
| 1983  | États-Unis  | You Are | Hot Adult Contemporary Tracks | 1        | [ 2 ]  |
| 1983  | États-Unis  | You Are | Hot R&B Singles               | 2        | [ 2 ]  |
| 1983  | États-Unis  | You Are | Billboard Hot 100             | 4        | [ 2 ]  |
| 1983  | Royaume-Uni | You Are | UK Singles Chart              | 43       | [ 16 ] |

### Certifications
| Région                                                               | Certification | Ventes/Streams |
| -------------------------------------------------------------------- | ------------- | -------------- |
| Canada (Music Canada)                                                | 4 × Platine   | 400 000^       |
| États-Unis (RIAA)                                                    | 4 × Platine   | 4 000 000^     |
| Hong Kong (IFPI)                                                     | Or            | 10 000*        |
| Royaume-Uni (BPI)                                                    | Platine       | 300 000^       |
| *Ventes selon la certification ^Mise en rayon selon la certification |               |                |